# داستان عاشقانه تارزان
داستان عاشقانهٔ تارزان (انگلیسی: The Romance of Tarzan) فیلمی به کارگردانی ویلفرد لوکاس است که در سال ۱۹۱۸ منتشر شد و امروزه یک فیلم گمشده محسوب می‌شود.

## بازیگران
- المو لینکلن
- اینید مارکی
- کلیوو مدیسون
- مونته بلو